# 神森万里江
神森 万里江（かみもり まりえ、生年月日不明）は日本の脚本家。

## 主な作品

### テレビドラマ
- 大岡越前（2013年、NHK BSプレミアム、脚本）
- 世にも奇妙な物語 25周年スペシャル・春～人気マンガ家競演編～『ゴムゴムの男』（2015年、フジテレビ、脚本）
- ラヴソング（2016年、フジテレビ、脚本・脚本協力）
- フジテレビONE/TWO/NEXT×J:COM 共同制作 連続ドラマ『記憶』（2017年、フジテレビNEXTライブ・プレミアム・JCOMプレミアチャンネル、脚本）
- 相棒 （テレビ朝日）
  - season17（2018年 - 2019年、脚本）
  - season18（2019年 ‐ 2020年、脚本）
  - season19（2020年 ‐ 2021年、脚本）
  - season20 （2021年 ‐ 2022年、脚本）
  - Season21（2022年 ‐ 2023年、脚本）
  - Season22（2023年 ‐ 2024年、脚本）
  - season23（2025年、脚本）
- Aloha story～ハワイから愛をこめて～（2019年、フジテレビ、脚本）
- この恋あたためますか（2020年、TBS、脚本）
- やんごとなき一族（2022年、フジテレビ、脚本）
- アトムの童（2022年、TBS、脚本）

### 配信ドラマ
- 恋に落ちたおひとりさま ～スタンダールの恋愛論～（2022年、Amazonプライム・ビデオ、脚本）

### 映画
- 女々演（2018年、KATSU-do、脚本）